# Медаль Чепмена
Медаль Чепмена (англ. Chapman Medal) — награда Королевского астрономического общества, присуждаемая за выдающиеся исследования в солнечно-земной физике, включая геомагнетизм и аэрономию. Названа в честь выдающегося английского астронома и математика Сидни Чепмена.

## Награждённые медалью Чепмена
- 1973 — Д. Х. Мэттьюз и Ф. Д. Вайн
- 1976 — Сён-Ичи Акасофу
- 1979 — Паркер, Юджин Ньюмен
- 1982 — Д. У. Данги
- 1985 — Голдрайх, Петер
- 1988 — Д. Я. Гауг
- 1991 — С. У. Х. Коули
- 1994 — Й. Эксфорд
- 1998 — М. Локвуд
- 2001 — Д. Блокхэм
- 2004 — Р. Гаррисон
- 2006 — С. Шварц
- 2010 — Б. Робертс
- 2012 — Andrew Fazakerley
- 2013 — Stephen Milan[2]
- 2014 — Louise Harra[3]
- 2015 — Alan Hood[4]
- 2016 — Philippa Browning[5]
- 2017 — Mervyn Freeman[6]
- 2018 — Emma Bunce[7]